# Microcerella wygodzinskyi
Microcerella wygodzinskyi är en tvåvingeart som först beskrevs av Guilherme A.M.Lopes 1954.  Microcerella wygodzinskyi ingår i släktet Microcerella och familjen köttflugor. Inga underarter finns listade i Catalogue of Life.